# Basil Bunting
Basil Bunting (ur. 1 marca 1900 w Scotswood-on-Tyne − obecnie przedmieście Newcastle, zm. 17 kwietnia 1985 w Hexham) – poeta i tłumacz angielski, przedstawiciel brytyjskiego modernizmu.

## Życie
Pochodził z hrabstwa Northumberland, najdalej na północ wysuniętej części Anglii. Fakt ten dla jego poezji ważny. Do szkoły poszedł w wieku lat sześciu. Kiedy ukończył dwanaście, rodzice posłali go do kwakierskiej Ackworth School w Pontefract w Yorkshire, gdzie uczył się niemal przez cztery lata; potem przenieśli go do Leighton Park School w Berkshire. W 1918 otrzymał powołanie do wojska, zgodnie z zasadami kwakrów, odmówił udziału w wojnie. Trafił za to do więzienia, gdzie przesiedział około roku. Później zamieszkał w Londynie, studiował w London School of Economics, ale nauki nie ukończył. W 1923 wyjechał do Paryża, gdzie poznał Ezrę Pounda, który stał się jego poetyckim mistrzem. Pomagał tam też Fordowi Madoxowi Fordowi redagować pismo „Transatlantic Review”. Wrócił w rodzinne strony na wieść o ciężkiej chorobie ojca. Po jego śmierci udał się znów do Londynu, gdzie był przez pewien czas krytykiem muzycznym. Wyjechał do Niemiec, potem do Włoch. Ze swą pierwszą żoną, Amerykanką, mieszkał przez pewien czas w Stanach Zjednoczonych, potem znów we Włoszech i na Wyspach Kanaryjskich. Ukończył kurs w prywatnej szkole morskiej i krótko zarabiał na życie jako żeglarz w USA. Po wybuchu II wojny światowej wrócił do Wielkiej Brytanii i zgłosił się do wojska. Pod koniec 1940 trafił do wojsk lotniczych. Później został wysłany do Iranu jako tłumacz wojskowy, znał bowiem klasyczny perski. Był tam też agentem brytyjskiego wywiadu, również po wojnie. W 1952 został z Iranu wydalony. W Anglii przyjął niepełnoetatową pracę korektora gazety „Manchester Guardian”, potem zatrudnił go dziennik z Newcastle „Evening Chronicle”. Dopiero kiedy sukces odniosły jego utwory, mógł zrezygnować z tego zajęcia. Stał się ceniony, wydawany, od 1972 pełnił funkcję prezesa Poetry Society, od 1974 do 1977 prezesa Northern Arts, oddziału The Arts Council of Great Britain. Zapraszano go na uniwersytety, także amerykańskie i kanadyjskie, na spotkania autorskie, festiwale poetyckie i do jury konkursów poetyckich. Zmarł w rodzinnych stronach. Jego prochy złożono na cmentarzu w Briggflatts.
Dla Buntinga bardzo ważny był w poezji pierwiastek muzyczny, toteą wiele ze swych utworów nazywał sonatami.

## Twórczość
Debiutem książkowym Buntinga był wydany nakładem własnym tom pod łacińskim i dość awangardowym tytułem Redimiculum matellarum (czyli „naszyjnik z nocników”). Tom ukazał się w 1930 w Mediolanie. Kolejna książka wyszła dopiero dwadzieścia lat później, nosiła tytuł Poems 1950 (Wiersze 1950) i wydana została dzięki staraniom Pounda w Stanach Zjednoczonych. W 1965 ukazała się książka o łacińskim tytule Loquitur, zawierająca ody, poemat Chomei at Toyama, jedenaście tłumaczeń i parafraz oraz cztery wczesne sonaty (Villon, Attis, Aus Dem Zweiten Reich i The Well of Lycopolis). W 1966 opublikowano pierwsze wydanie autobiograficznego poematu Briggflatts, największego jego dzieła. W 1968 ukazały się wiersze zabrane (Collected Poems). Ich zmienione edycje wyszły w 1978 i 1985.

## Recepcja polska
Spory wybór utworów Buntinga, w tym poemat Briggflatts, w tłumaczeniu Leszka Engelkinga ukazał się w „Literaturze na Świecie” w 2001 (nr 5-6).

## Literatura
- Leszek Engelking, Wtedy rozproszone jest w Teraz…. “Literatura na Świecie” 2001, nr 5-6.
- Leszek Engelking, Muzyka czy sens? O tłumaczeniu poezji Basila Buntinga (zwłaszcza Briggfllats). „Przekładaniec” nr 13-14, Kraków 2004-2005, Wydawnictwo Uniwersytetu Jagiellońskiego.
- Keith Alldritt, The Poet As Spy: The Life and Wild Times of Basil Bunting, London 1998, ISBN 978-1-85410-477-9.
- Keith Alldritt, Modernism in the Second World War:The Later Poetry of Ezra Pound, T.S. Eliot, Basil Bunting and Hugh MacDiarmid New York 1989, Peter Lang, ISBN 0-8204-0865-4.
- Peter Makin (red.) Basil Bunting on Poetry, Baltimore 1999. ISBN 978-0-8018-6166-6.
- Richard Burton, A Strong Song Tows Us: The Life of Basil Bunting, Oxford 2013, Infinite Iideas, ISBN 9781908984.